# St. Antonius (Hinterstein)

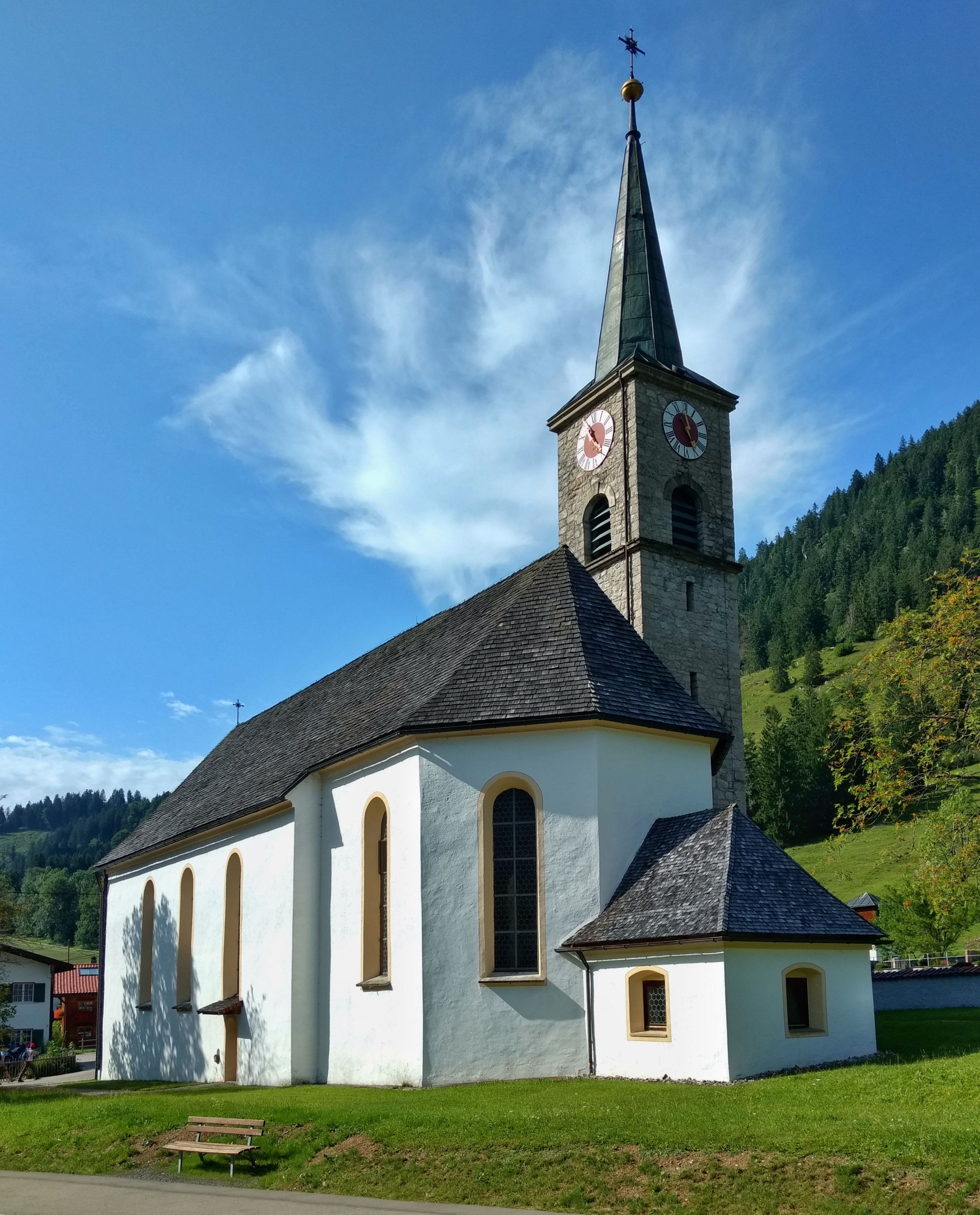
Pfarrkirche St. Antonius, Ansicht von Süden

St. Antonius ist eine römisch-katholische Pfarrkirche in Hinterstein, Markt Bad Hindelang. Die Kirche wurde Anfang des 19. Jahrhunderts erbaut und hat eine Ausstattung, die an den Klassizismus und den Nazarenerstil angelehnt ist. Die Pfarrei gehört zum Dekanat Sonthofen im Bistum Augsburg und trägt das Patrozinium des hl. Antonius von Padua.

## Lage

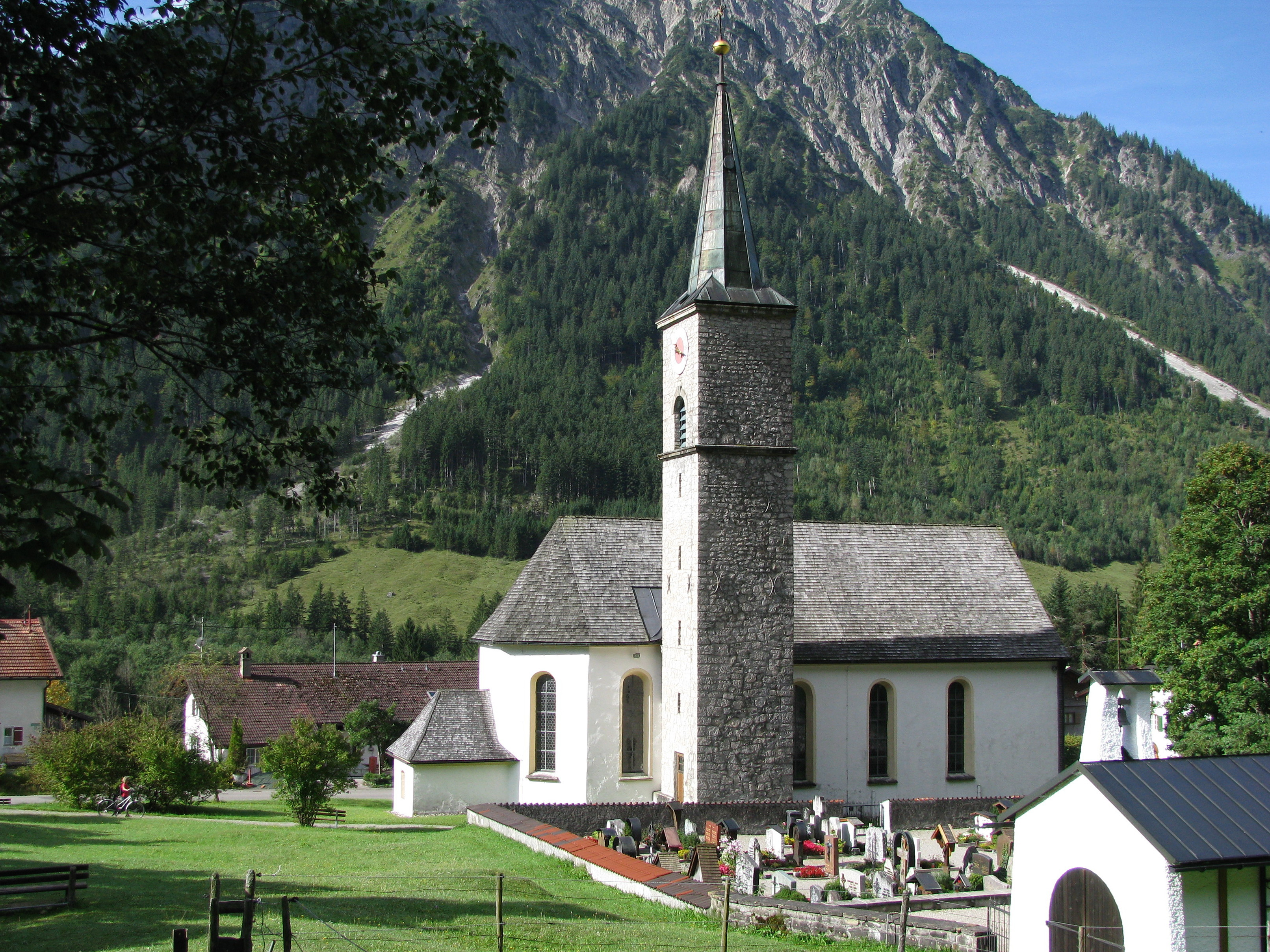
Blick auf Kirche und Friedhof von Nordosten

Die Kirche liegt hoch an einem Hang aufragend an der Ortsdurchfahrt durch Hinterstein im Mittleren Dorf an der Talstraße 49. Hinter der Kirche liegt der Friedhof Hinterstein, einer von drei gemeindlichen Friedhöfen der Marktgemeinde Bad Hindelang. Die ältere Kapelle St. Antonius von Padua, auch Hintere Kapelle genannt, liegt knapp einen Kilometer südöstlich an der Talstraße im Hinteren Dorf.

## Geschichte
1803 wurde in Hinterstein eine Manualkaplanei durch eine Stiftung des Hindelanger Pfarrers Franz Sales Kiesl errichtet. Die benötigte Kirche wurde 1804/1805 durch den Baumeister Michael Schratt aus Hinang erbaut. Die Kirchweihe war am 1. September 1805. 1900/1901 wurde der Turm nach Plänen des Amtstechnikers Schneider aus Sonthofen neu gebaut.

## Architektur

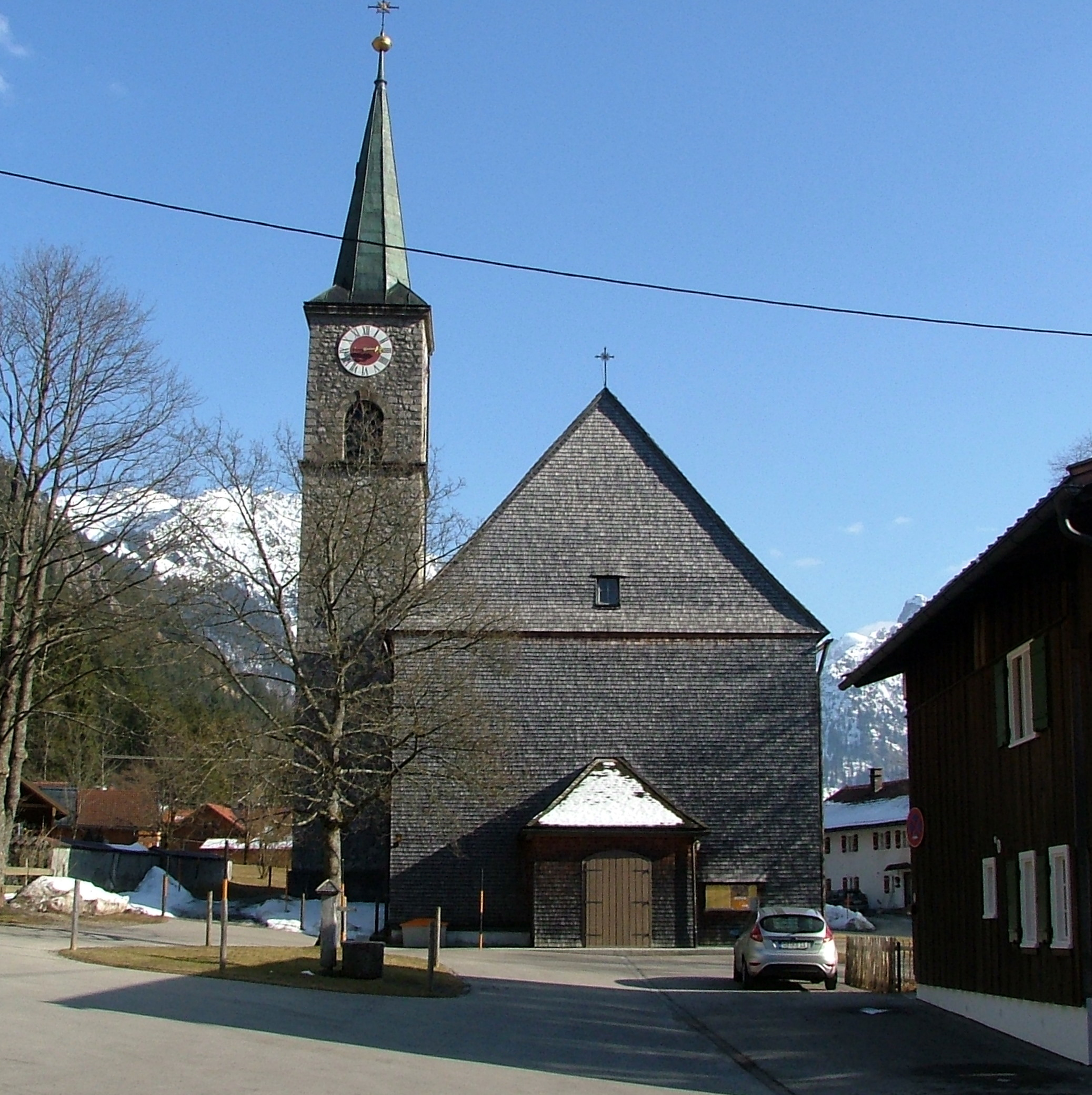
Ansicht von Nordwesten

Das einschiffige Langhaus hat eine Flachdecke. Der eingezogene Chor ist dreiseitig geschlossen. Seitlich angebaut ist ein quadratischer, unverputzter Turm mit Spitzhelm.

## Ausstattung

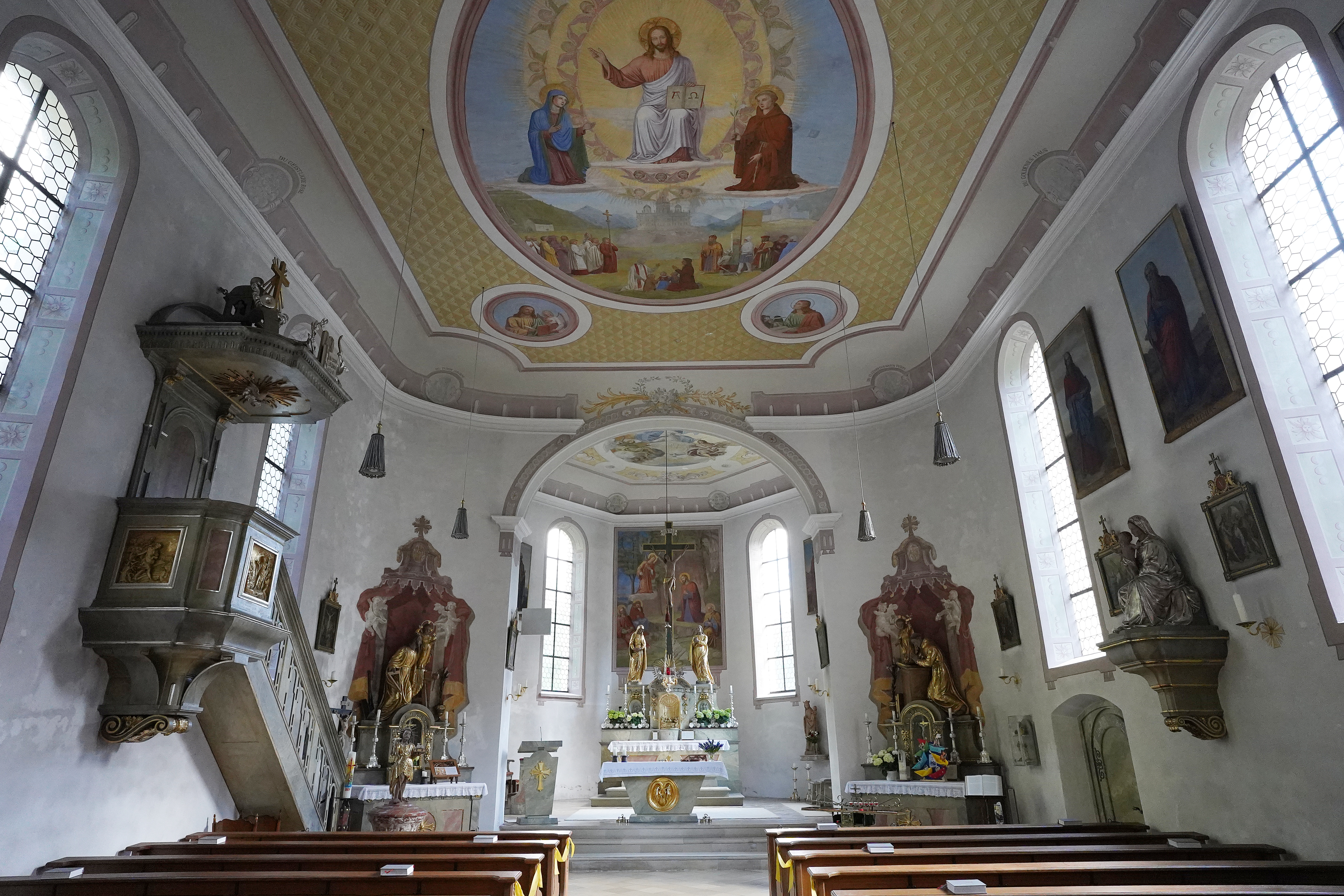
Innenansicht zum Chor

Das Deckenfresko im Langhaus und das Fresko an der Chorwand hinter dem Altar wurden von Franz Osterried nach Entwürfen von Johann Konrad Eberhard geschaffen (1840). Das Langhausfresko zeigt Maria und den hl. Antonius von Padua als Fürbitter bei Christus und Medaillons der Evangelisten, das im Chor eine Ölbergszene. Das Deckenbild im Chor zeigt Gottvater und stammt, wie auch die übrige Ausmalung, von Joseph Schmuderer (1909).
Die klassizistischen Altäre und die Kanzel aus der Erbauungszeit stammen von Norbert Scholl, die geschnitzten Figuren von Franz Xaver Eberhard. Auf dem Hochaltar ist eine freiplastische Kreuzigungsgruppe, auf den Seitenaltären Figuren des hl. Josef und des hl. Antonius von Padua. An der Vorderseite der Kanzel ist ein vergoldetes Relief der Bergpredigt eingelassen, das seitliche Relief stammt von Johann Nepomuk Petz und zeigt das Gleichnis vom Sämann (1850/1851).
An den seitlichen Langhauswänden hängen Gemälde der zwölf Apostel, geschaffen von Franz Osterried nach Entwürfen von Johann Konrad Eberhard (1838/1839). Die Kreuzwegbilder stammen von Max Loser (1906). Die Orgel mit 15 Registern auf zwei Manualen und Pedal stammt aus dem Jahr 1972 und wurde von Walcker gebaut.